# Gliptoteca din München
Gliptoteca de la München (în germană Glyptothek (München)) este unul dintre cele mai faimoase muzee germane.

## Istoric și arhitectură
Edificiul a fost realizat începând cu anul 1815 de arhitectul german Leo von Klenze pe baza schițelor lui Karl von Fischer. Se găsește în Königsplatz și este o clădire de prestigiu în stil neoclasic. Promotorul construcției edificiului a fost viitorul rege Ludovic I, care voia să dea o nouă sistematizare orașului-capitală, îndeosebi pieței publice - Königsplatz - care se năștea în fața palatului său regal. Porticul a fost realizat în stil ionic, iar fațada cuprinde 18 nișe care conțin opere originale. Muzeul a fost inaugurat în anul1830. 
Edificiul muzeului a suferit distrugeri importante în cursul celui de-al Doilea Război Mondial; a fost redeschis publicului în anul 1972.

## Colecții
Sculpturi, mozaicuri, reliefuri din epoca clasică (artă greacă, începând cu epoca arhaică și artă romană târzie). Piesele cele mai importante din această colecție sunt, cu siguranță, cele arhaice provenind din templul Atena Afaia de la Egina, circa 500 î.Hr., Faunul Barberini, circa 220 î.Hr. și Alexandru Rondanini, circa 338 î.Hr.
Operele sunt repartizate în patru secțiuni istorice: trei secțiuni grecești și o secțiune romană:
- Epoca arhaică (700 î.Hr.-490 î.Hr.)

Majoritatea lucrărilor din această perioadă sunt statui grecești timpurii, reprezentări de tineri: tânăr din Attica, cca. 540 î.Hr., Apollo (aproximativ 560 î.Hr.), Aeginetans (sculpturile de fronton de la Templul Afaia din Egina, circa 500 î.Hr.).
- Epoca clasică (490-323 î.Hr.)

Printre cele mai faimoase opere din epoca clasică greacă, aflate în Gliptotecă, amintim Portretul lui Homer (460 î.Hr.), Statuia lui Diomede (430 î.Hr.), Meduza Rondanini (440 î.Hr.), stela mormântului lui Mnesarete (380 î.Hr.), Statuia lui Eirene (370 î.Hr.), Alexandru Rondanini (cca 338 î.Hr.) ...
- Epoca elenistică (323-146 î.Hr..)

Printre lucrările faimoase din această epocă, prezente în Gliptoteca din München, enumerăm Faunul Barberini (220 î.Hr.), precum și copii romane faimoase ale unor sculpturi grecești din această perioadă, printre care, Băiatul cu gâsca (250 î.Hr.).
- Epoca romană (150 î.Hr.-550 d. Hr.)

Gliptoteca are o bogată colecție de busturi romane, inclusiv faimoasele statui care îi reprezintă pe Marius și Sulla (40 î.Hr.), pe Împăratul Octavian Augustus (aproximativ 40 î.Hr.), pe Nero (65), pe Septimius Severus (200) și pe soția acestuia, Julia Domna (195).

## Galerie de imagini

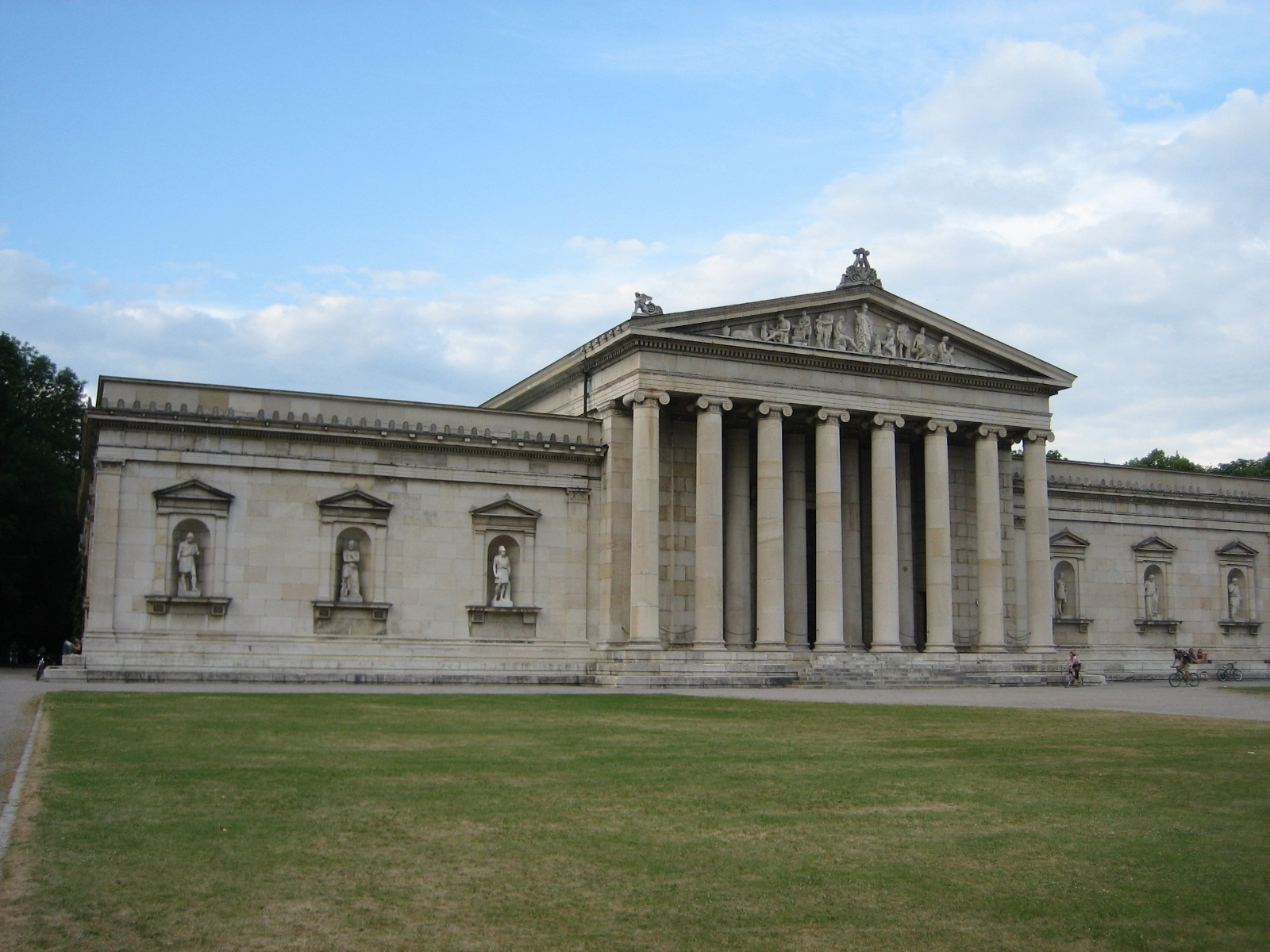
Gliptoteca (fațada), Königsplatz din München.
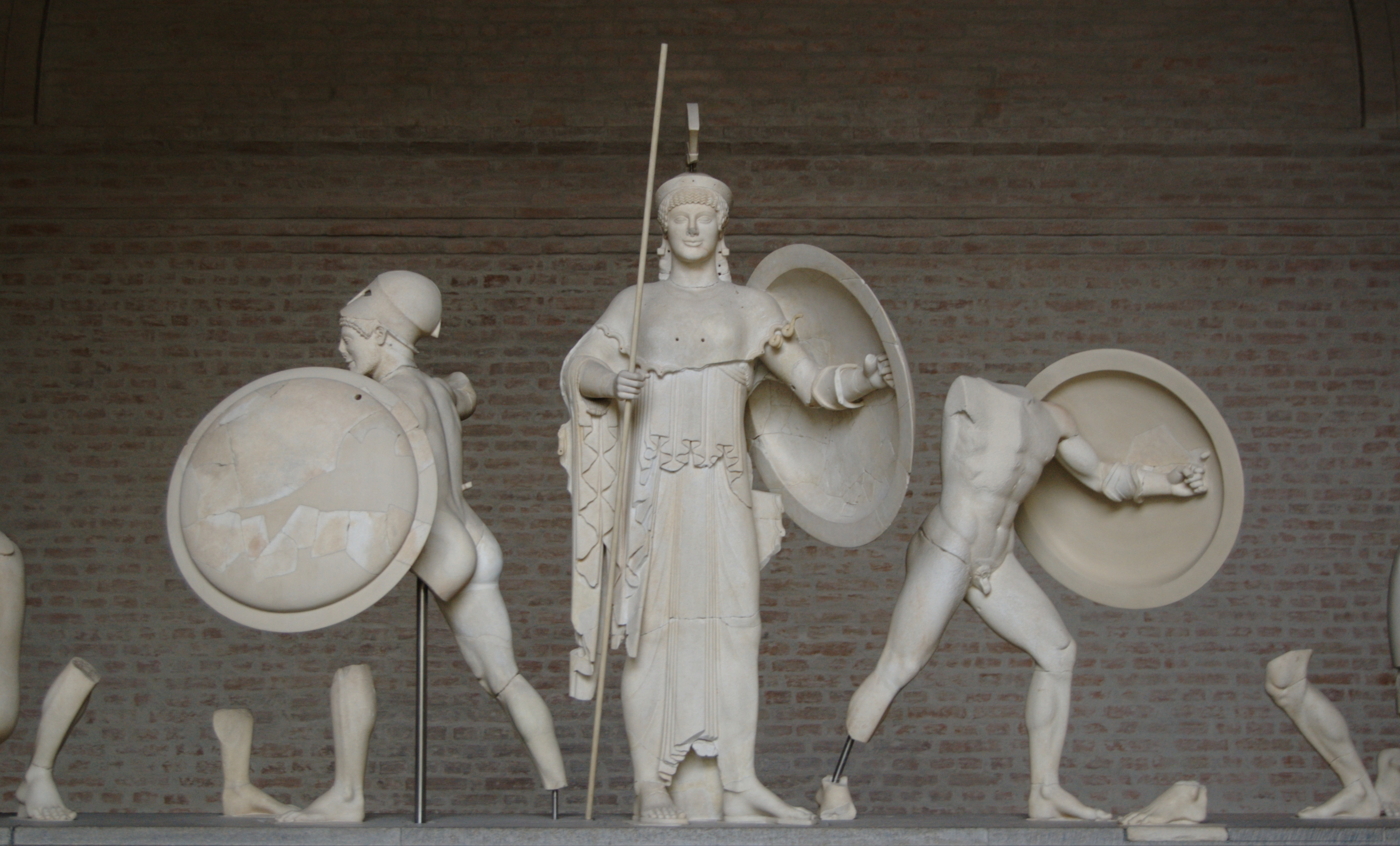
Cele 5 figuri centrale de pe frontonul vestic al templului din Afaia, cca. 505-500 î.Hr. De la stânga la dreapta:W-X (picioare-troian), W-XI (Ajax, inv. 80), W-I (Atena, inv. 74), W-II (Troian, inv. 76) și W-III (picioare-grec).
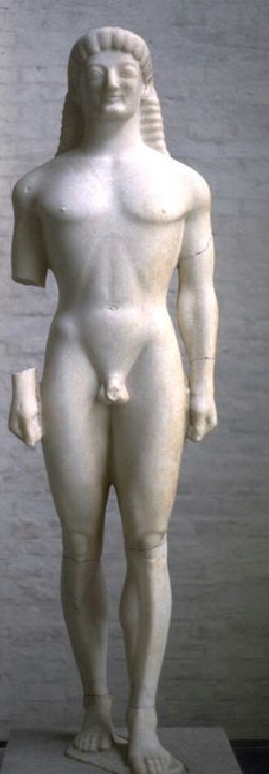
Apollo din Tenea, circa 560-550 î.Hr.
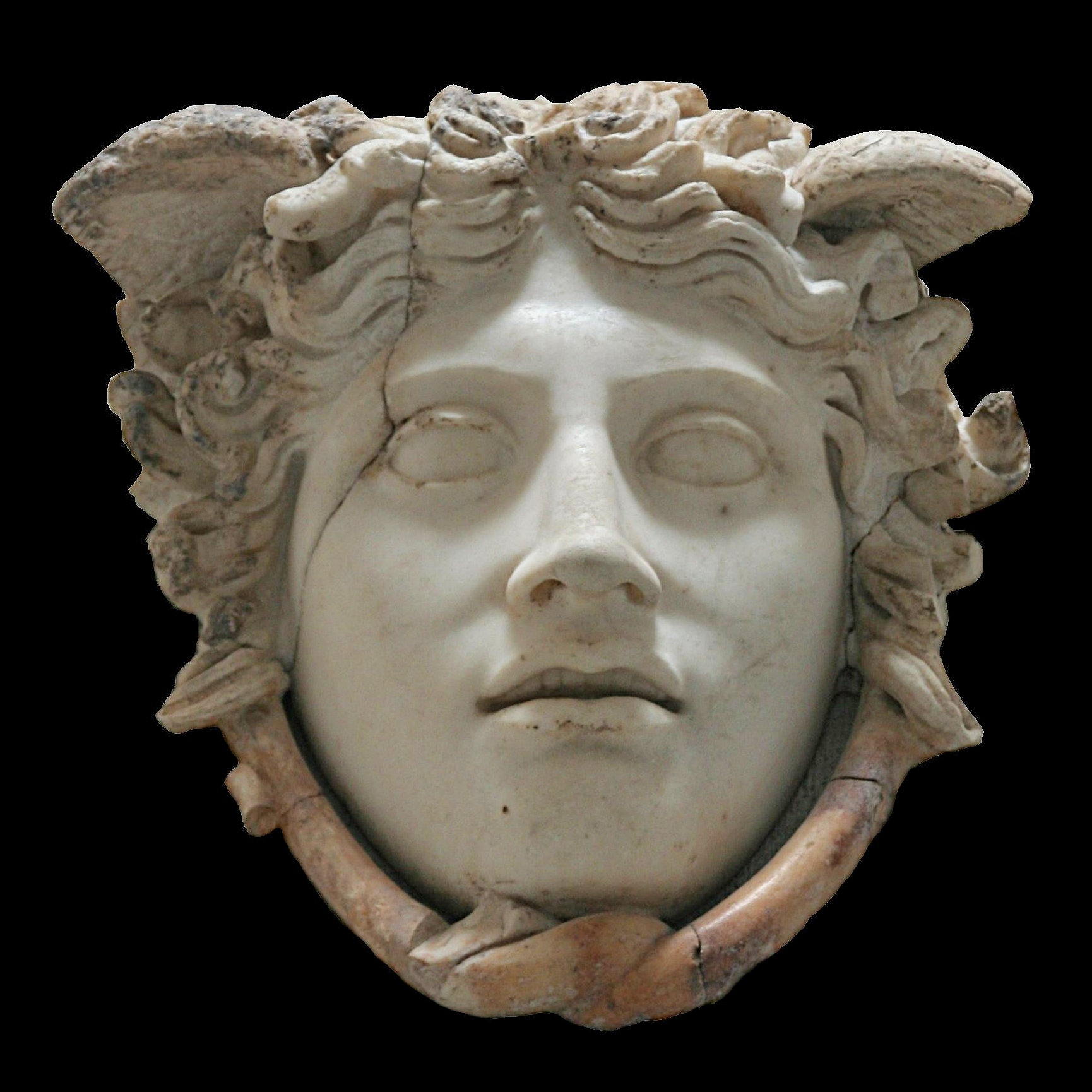
Meduza Rondanini, relief, copie romană a lucrării lui Fidias
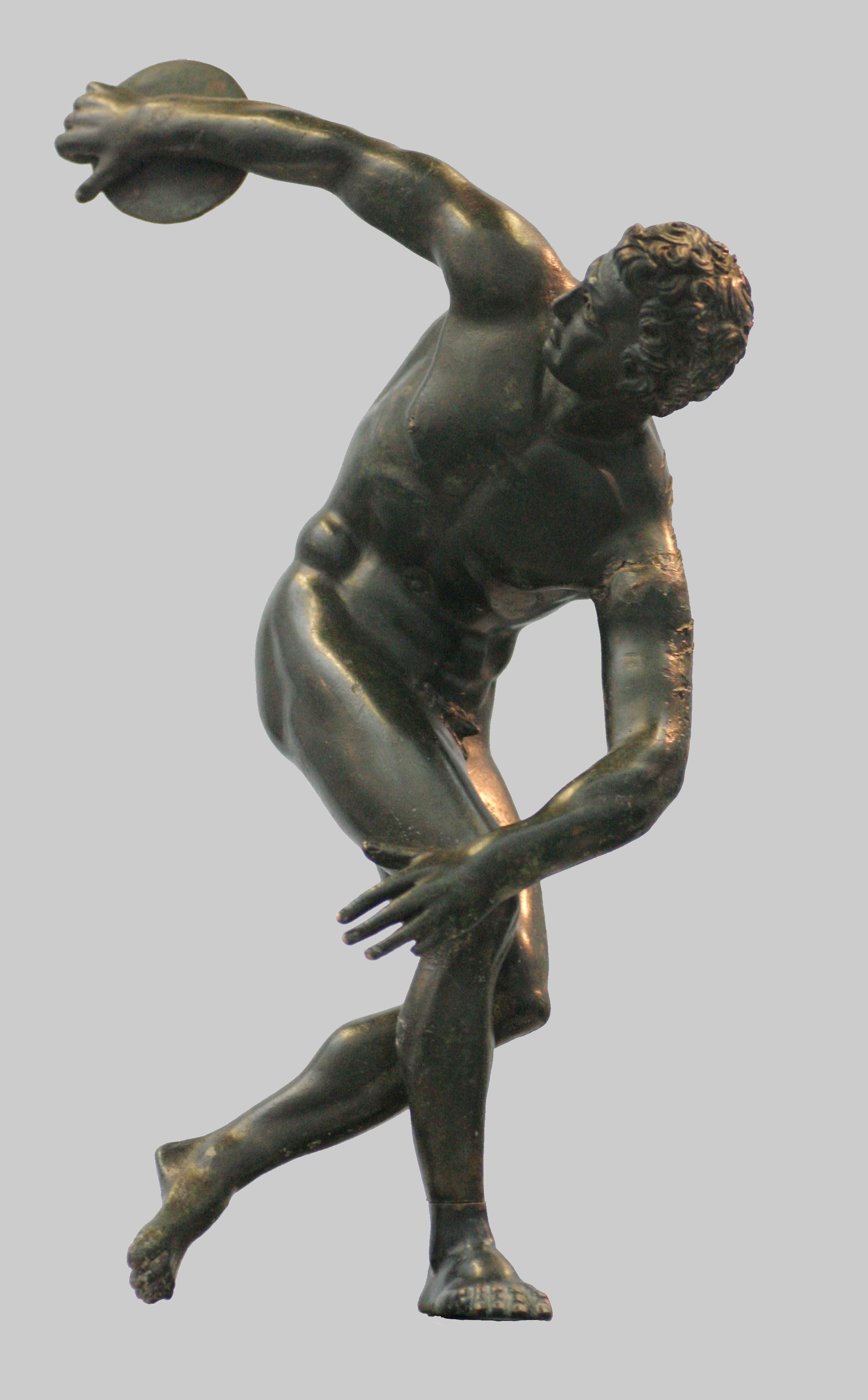
Discobolul, statuetă în bronz (copie romană a sculpturii grecești datorată lui Miron[5]), secolul II î.Hr.
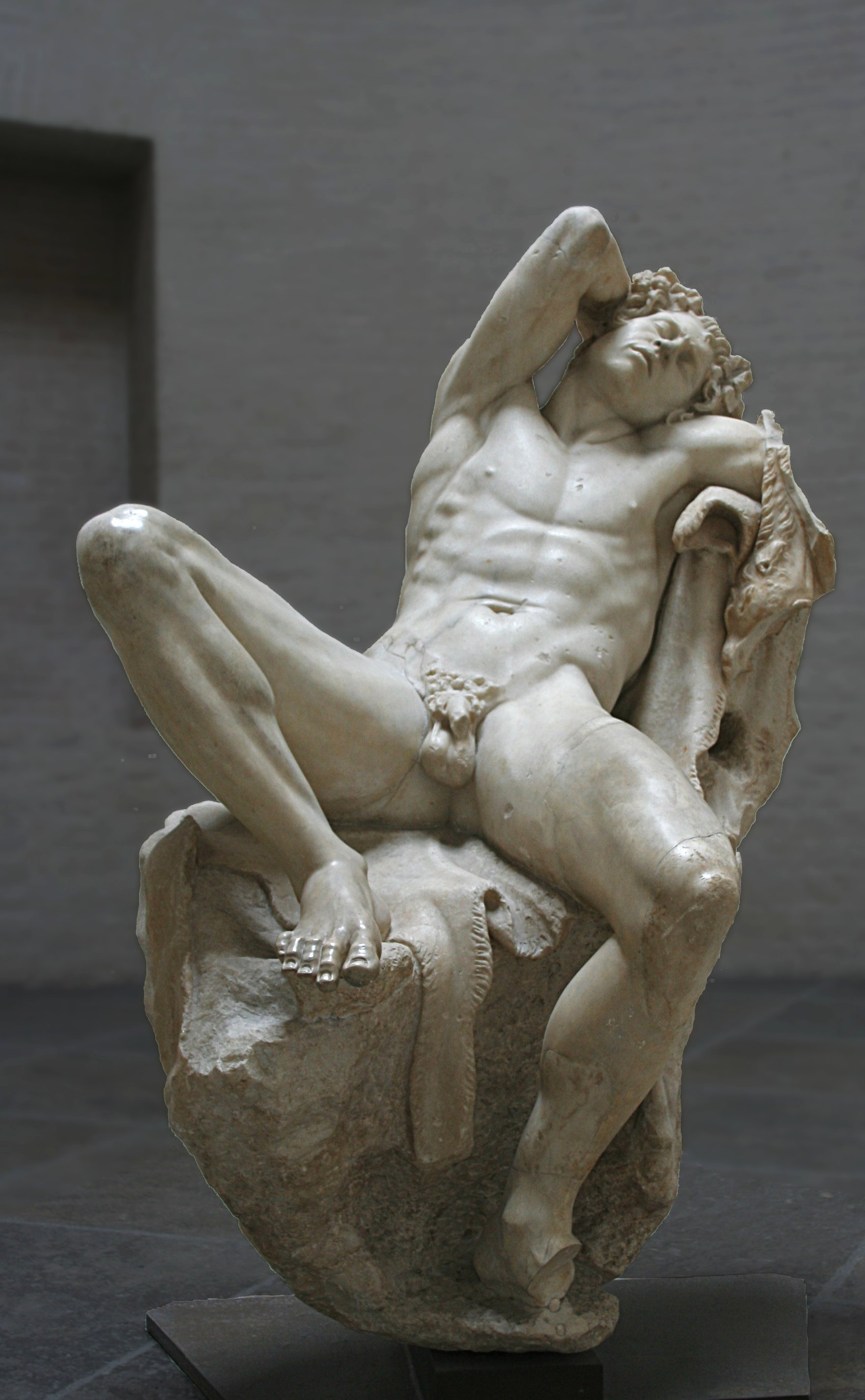
Faunul Barberini, copie în marmură a unui original elenistic în bronz, cca. 200 î.Hr..
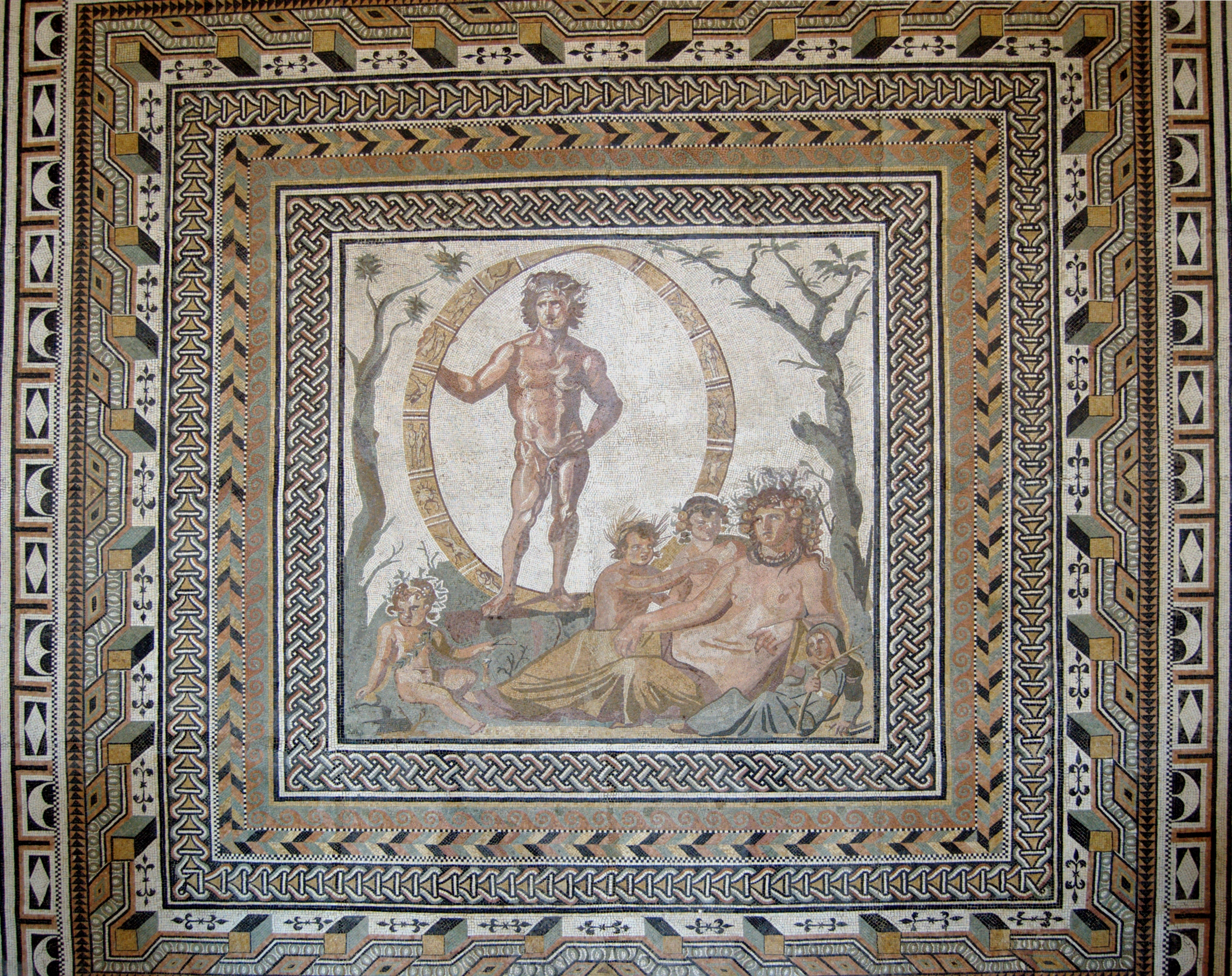
Mozaic roman din Sentinum[6], circa 200-250
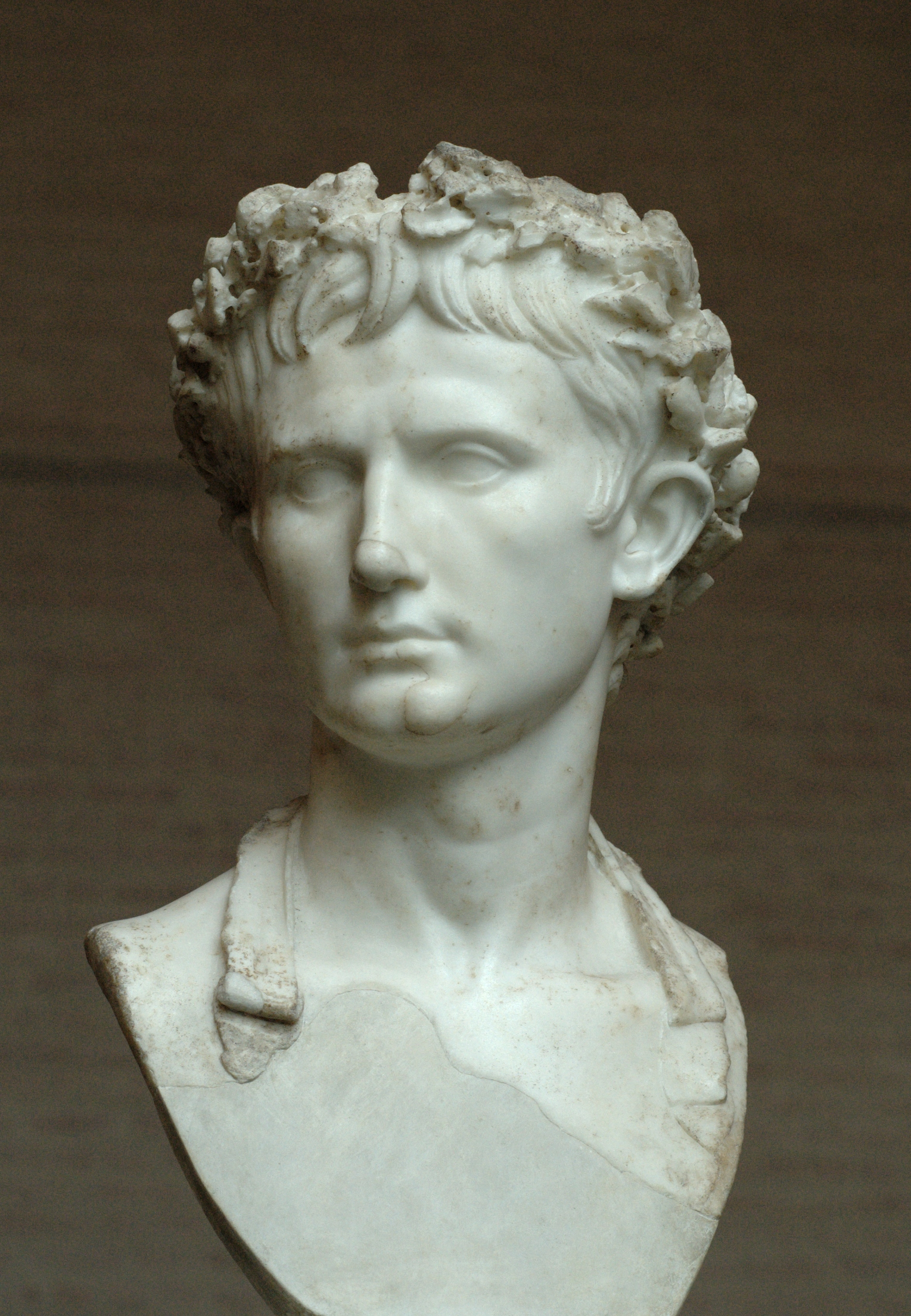
Bust al Împăratului Octavian Augustus[7]purtând coroana civică (din epoca domniei sale).
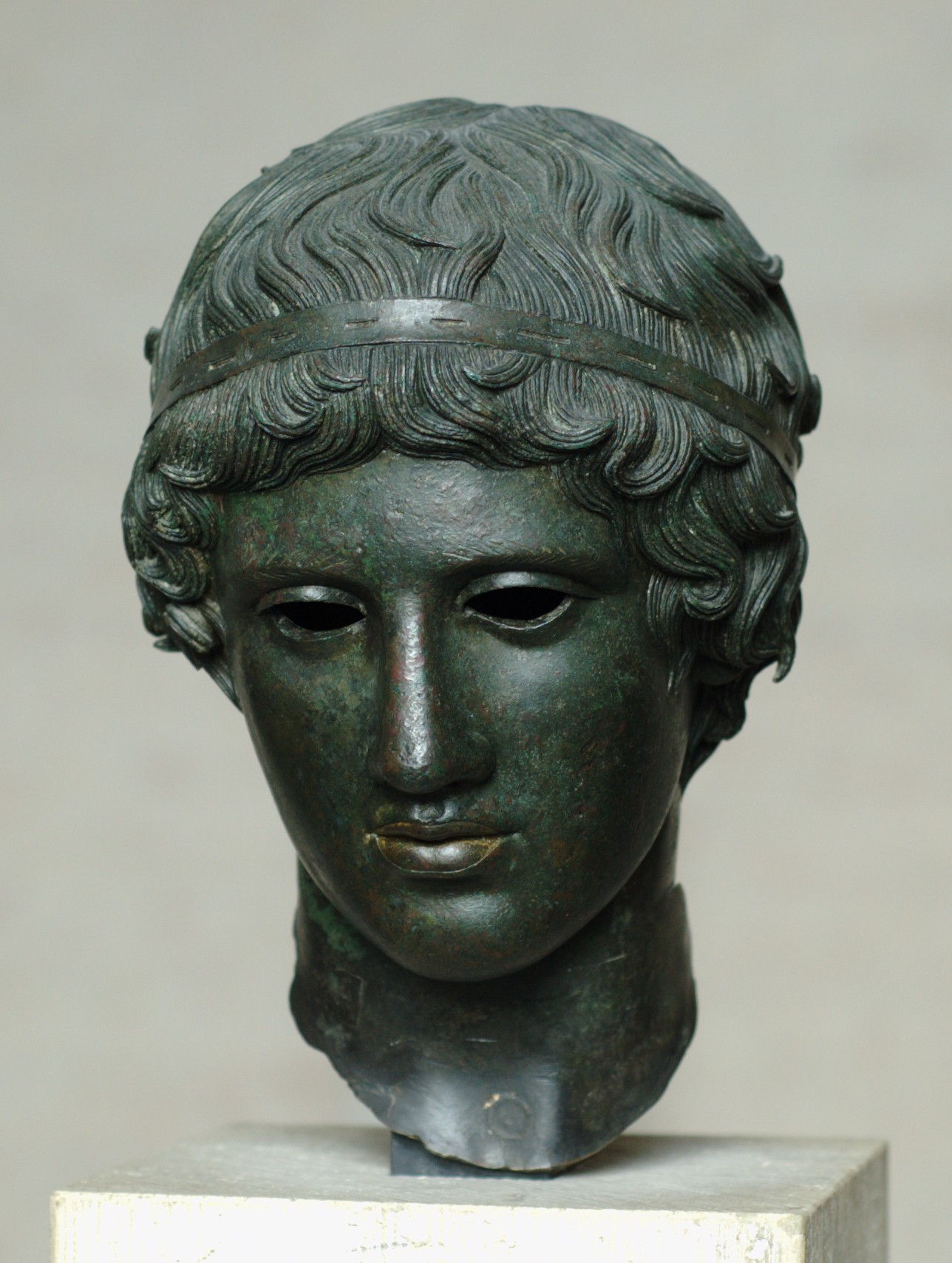
Cap de băiat cu fruntea încinsă cu o diademă (semnul victoriei). Bronz, buzele aurite (ochii din argint ornați cu pupile din granat s-au pierdut). Imitație romană a stilului grecesc clasic din secolul al V-lea î.Hr.[8].
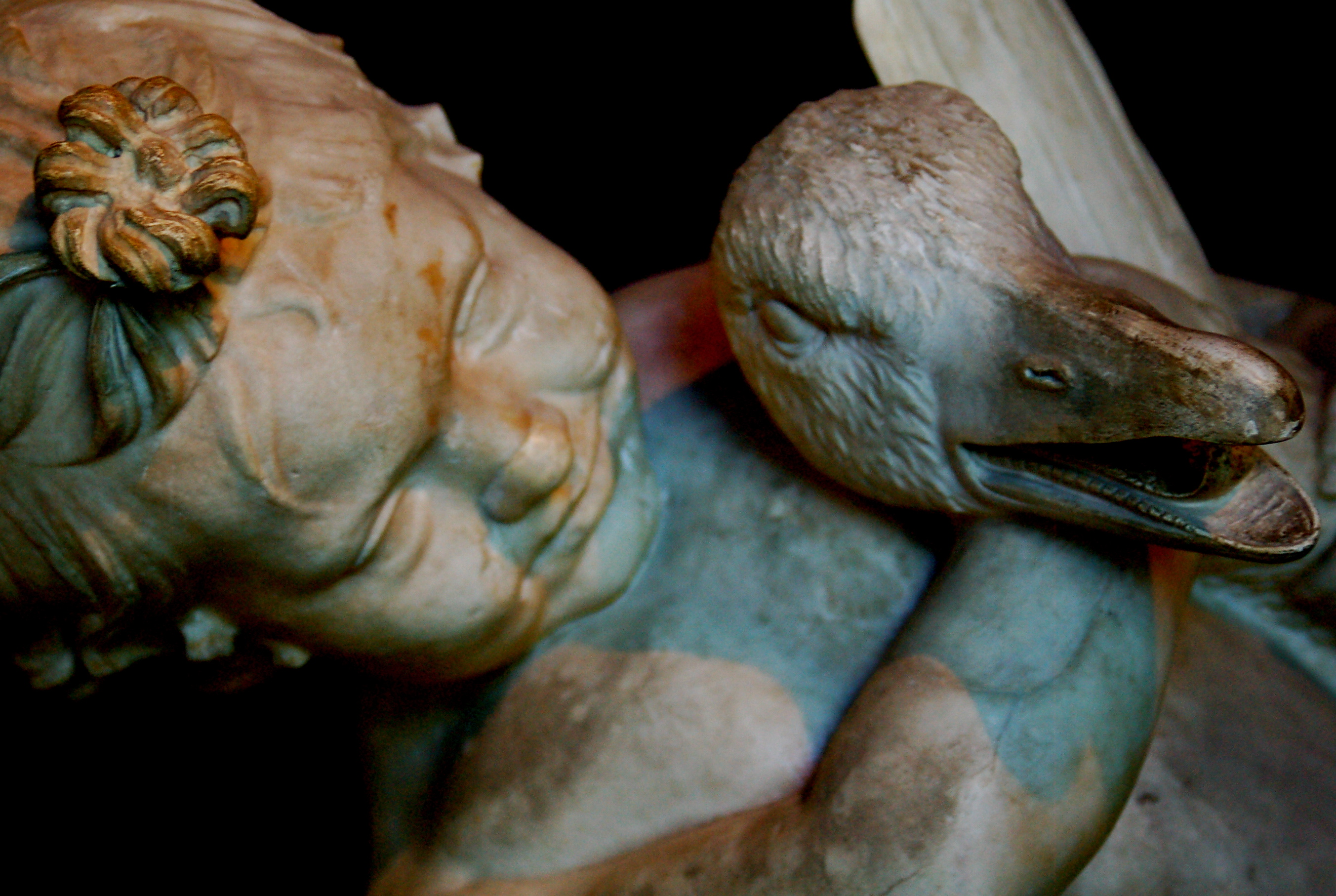
Băiatul cu gâsca
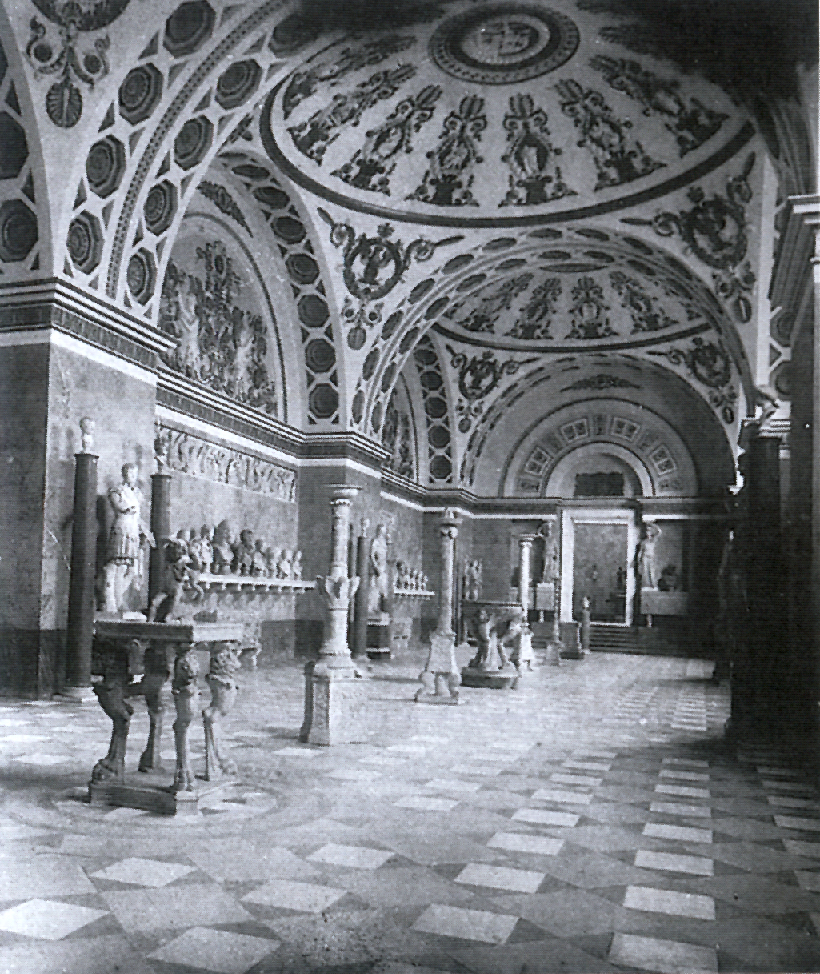
Gliptoteca din München (interior, anul 1900).